# Osteopontina
L'osteopontina (OPN) és una glicoproteïna de la matriu extracel·lular que realitza diverses funcions biològiques. És codificada pel gen de la fosfoproteïna secretada 1 (SPP1). El  gen té 7 exons, presenta 5 quilo bases de longitud i està situat en el cromosoma 4 en humans.

L'OPN va ser identificada per primera vegada el 1986 en els osteoblasts. El prefix "osteo-" significa os, però l'OPN s'expressa en una gran varietat de teixits. El sufix "-pontina" significa pont i indica la funció que realitza com a proteïna d'enllaç dins de la matriu extracel·lular.

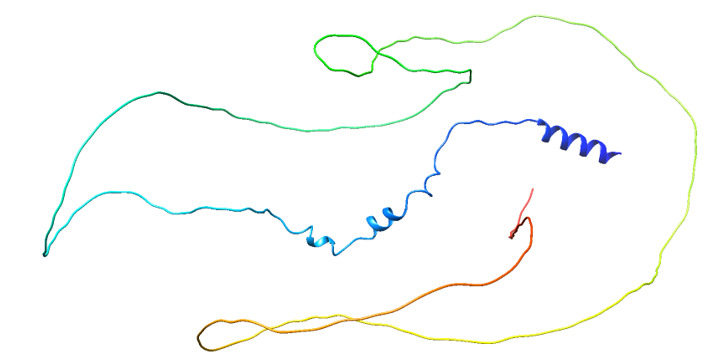
Predicció de l'estructura proteica de l’osteopontina.

Està formada per 314 aminoàcids amb un pes molecular entre 44 i 75kDa que varia en  funció de les modificacions posttraduccionals. L'OPN presenta càrrega negativa per l'abundant presència d'aminoàcids àcids i fosforilacions de serina. L’OPN desenvolupa un paper important en els nivells de secreció d'interleucina-10 (IL-10), interleucina-12 (IL-12), interleucina-3 (IL-3), interferó-γ (IFN-γ), integrina (αvB3), factor nuclear kappa B (NF-kB), macròfags i limfòcits T.

## Estructura
L'OPN és una glicoproteïna hidrofílica altament fosforilada d'aproximadament 314 aminoàcids. Constitueix un component altament important de les matrius extracel·lulars mineralitzades dels ossos i dents. Aquesta sialoproteïna es caracteritza per la presència d’una seqüència rica en àcid aspàrtic i per llocs de fosforilació de Ser/Thr que permeten la unió a l’hidroxiapatita.

És una proteïna de càrrega altament negativa. No disposa d'una ferma estructura secundària, sent una proteïna intrínsecament desordenada.

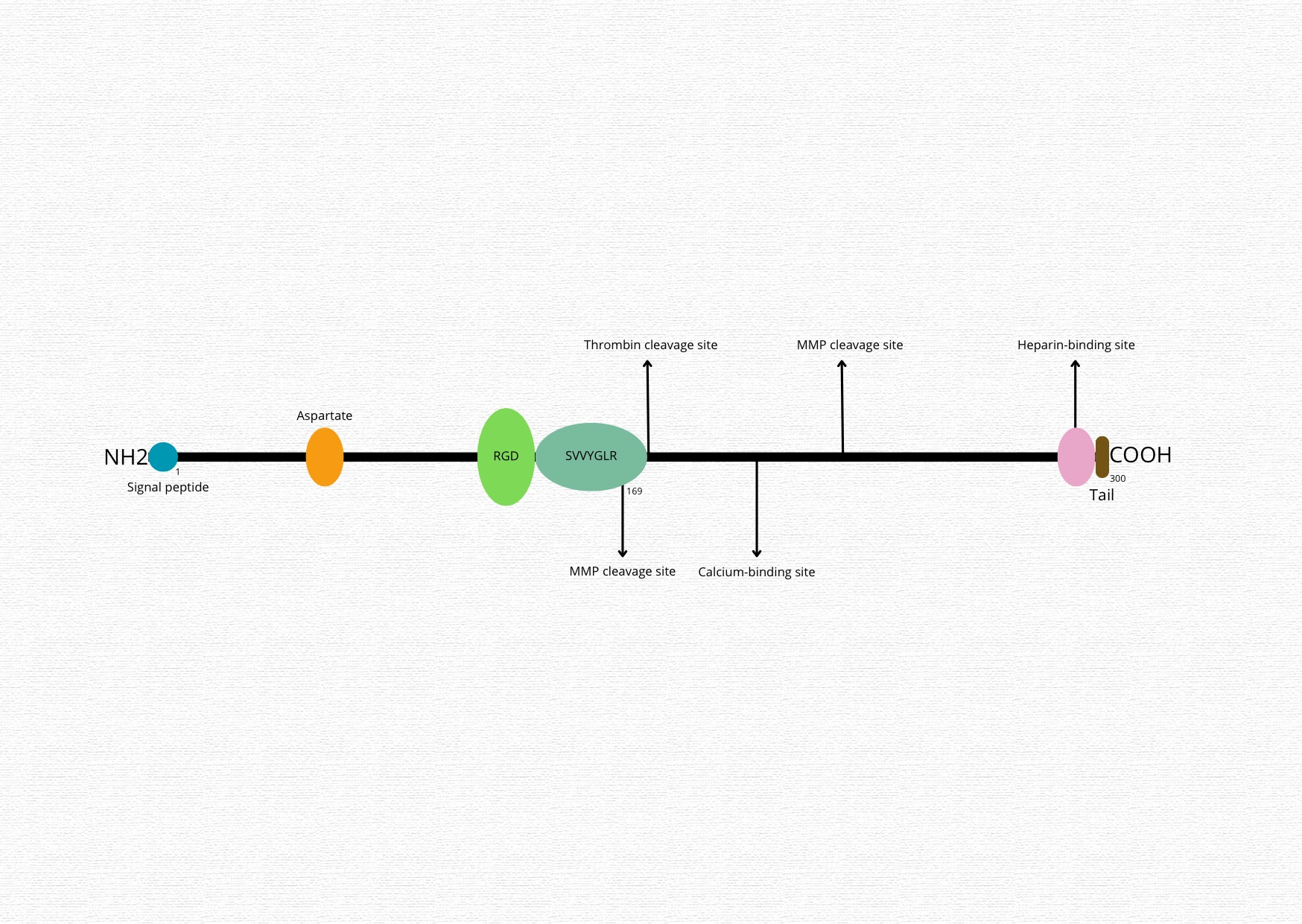
Esquema de l’estructura primària de l'OPN, els motius més rellevants i els punts d’unió més coneguts.

Aquesta glicoproteïna pot unir-se a una gran quantitat de receptors, entre ells les integrines αv (β1, β3 o β5) i (α4, α5, α8 o α9) β1. Totes les isoformes d’OPN humana presenten la seqüència d’unió a integrines RGD i SVVYGLR. Es tracta d’un domini d’unió a CDD4, llocs d’escissió per trombina i metal·lo proteïnasa de la matriu. SVVGLR es diferencia de RGD perquè el lloc d’unió només s’exposa després de l’escissió per trombina. També presenten dominis d’unió al calci i l'heparina.
L'OPN també pot ser escindida per les metal·lo proteïnases de matriu (MMP)-3 i MMP-7, la plasmina i la catepsina D, la qual cosa provoca que els dominis anteriors siguin més accessibles, i millorant així l'eficiència d'unió de l'OPN. Aquestes escissions enzimàtiques generen variants d'OPN que conserven la seva activitat o adquireixen funcions addicionals.

## Localització
L’OPN forma part d’un gran nombre de teixits en el cos humà com per exemple la saliva, la bilis, sota la capa de la dentina de les dents, el ronyó, el cervell, la medul·la òssia, les cèl·lules endotelials, musculars esquelètiques, cèl·lules de les glàndules mamàries, dels ganglis de l’oïda interna, a les glàndules salivals i sudorípares i molts més. Es troba en una sèrie de cèl·lules del teixit ossi com per exemple els osteoblasts i osteoclasts, però principalment on podem trobar-la en quantitats més grans és al calostre, on actua com a moduladora de la homeostasia immune intestinal i el microbioma intestinal dels nounats.

## Isoformes
Les isoformes d’OPN presenten expressions i funcions específiques en diferents contextos cel·lulars. L'empalmament alternatiu del pre-ARNm SPP1 humà genera cinc isoformes: OPN-a (longitud completa; 314 aminoàcids), OPN-b (absència de l’exó 5; 300 aminoàcids), OPN-c (absència de l’exó 4; 287 aminoàcids); OPN-4 (absència dels exons 4 i 5; 273 aminoàcids) i l’OPN-5 (presència exó addicional; 327 aminoàcids).

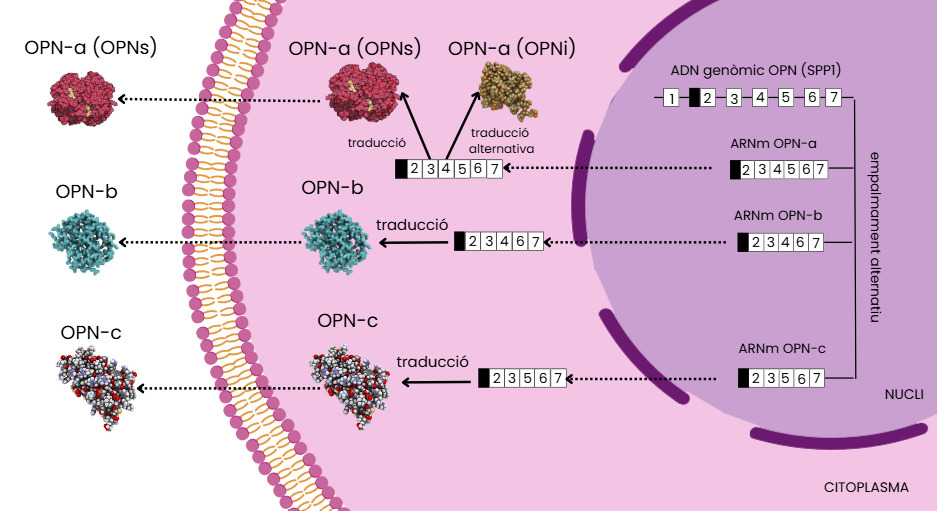
Formació de diferents isoformes de la glicoproteïna OPN.

L'ARNm OPN-a es pot traduir en dues isoformes diferents: OPN-a secretada (OPN-s) i OPN-a intracel·lular (OPN-i). Aquestes dues són generades a partir de dos llocs alternatius d'iniciació de la traducció. El codó d'inici adenina, uracil, guanina (AUG) inicia la traducció per produir la isoforma OPN-s que consisteix en una seqüència N-terminal que permet la secreció fora de la cèl·lula. El lloc alternatiu que no és AUG inicia la traducció per generar OPN-i i es localitza al citoplasma.
L’OPN-i regula la migració i fusió dels osteoclasts mitjançant la localització de receptor CD44 i αvb3.  Per altra banda, l’OPN-a, l’OPN-b i l’OPN-c presenten funcions específiques de proliferació i invasió cel·lular en càncers.

## Regulació i expressió de la osteopontina

### Regulació genètica i expressió en processos inflamatoris
L’osteopontina regula la resposta immunitària en diverses patologies, i s'ha trobat aquesta proteïna en l'activació primerenca dels Limfòcits T-1 (Eta-1). Els gens de l'OPN es regulen a través de la via de la proteïna cinasa C per factors com IL-1, TNF-α i PDGF, que afavoreixen l'expressió d'aquesta. L'OPN acaba sent crucial en el reclutament de macròfags i producció de certes citocines en la immunitat mediada per cèl·lules.

### Influències hormonals i senyals d'estrès ambiental
L'estradiol i altres senyals hormonals són capaces de regular l'expressió de l'OPN. Aquesta relació és clau en malalties com la diabetis, l'artritis reumatoide o l'osteoartritis en què l'OPN regula processos inflamatoris, la remodelació de teixits i la supervivència cel·lular.

### Impacte en l'envelliment
L'OPN juga un paper crucial en l'envelliment del sistema musculoesquelètic, el sistema nerviós central, i el sistema cardiovascular. La mala regulació d'aquesta proteïna es pot veure associada de manera rellevant amb malalties associades amb l'edat com l'osteoporosi o malalties neurodegeneratives, doncs juga un paper important en la inflamació crònica i la resposta immune.

## Funcions biològiques de la osteopontina

### Remodelació òssia
Per mantenir l'homeòstasi òssia és necessari que les cèl·lules mare mesenquimals (MSC) es recullin sobre la superfície de reabsorció òssia. Les MSC indueixen l'expressió i secreció de l'OPN. Aquesta proteïna millora la proliferació i migració de les cèl·lules mare quan hi ha presència de  Ca2+ extracel·lular en l’entorn. El calci és alliberat a la superfície de resorció òssia durant el procés de reabsorció.

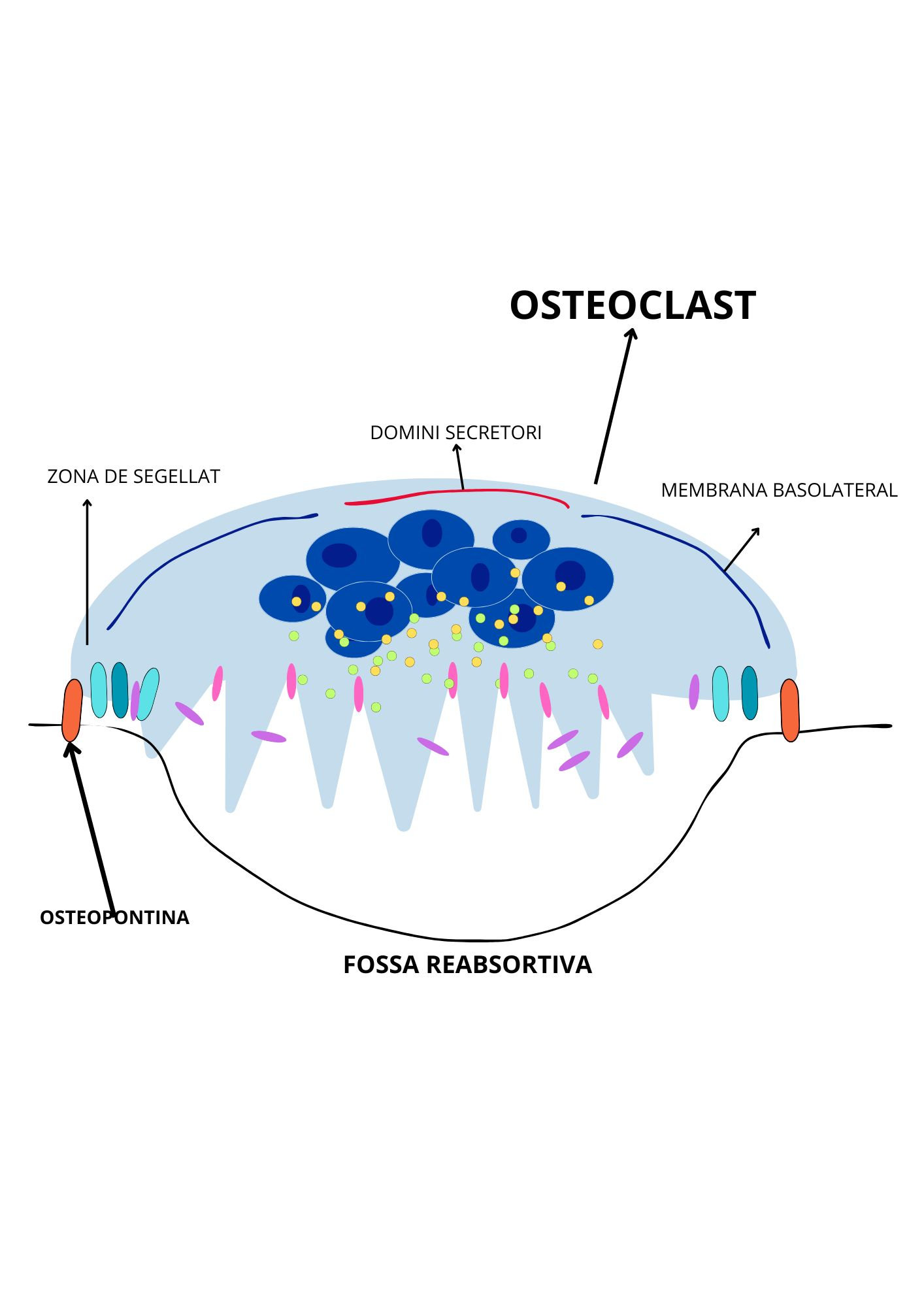
Osteoclast unint-se a la matriu òssia (fossa reabsorvent) per mitjà de l'OPN

S’ha pogut observar en algun estudi que l'OPN participa com a mediador en un esdeveniment clau en la reabsorció òssia; la unió dels osteoclasts a la matriu mineral de les superfícies òssies. És conegut que l'OPN concretament quan és expressada a partir dels osteoclasts inhibeix la hidroxiapatita i això indica que l'OPN està asociada a la destrucció de l’òs. Els osteoclasts provenen d’aquestes cèl·lules mare de la medul·la òssia. Són les cél·lules principals encarregades d’aquest procés de reabsorció (degradació i reabsorció del teixit ossi) i s’uneixen a través d’una integrina α4β3 específica a components de la matriu particularment a l'OPN. Aquesta activació de senyals  depenent d’integrina regula la migració dels osteoclasts mitjançant la via PI3K/PKCδ/RhoA-Rac1. A mesura que els osteoclasts es diferencien augmenta la seva dependència a la via PKCδ/Rac1 que contribueix a la seva adhesió i dispersió per la superfície òssia. L’OPN té un motiu en la seva seqüència d’aminoàcids anomenat RGD que és molt afí a la unió de les integrines mitjançant les quals els osteoclasts s’adhereixen a la superfície òssia.
En l’os l'OPN està present com a component principal de les estructures interfacials de la matriu òssia anomenades làmines limitants. I depenent de les propietats i motius funcionals de la proteïna la distribució en la matriu varia.

### Sistema immunitari
L'OPN es troba en líquids extracel·lulars, en llocs d'inflamació i en la matriu extracel·lular. Aquesta proteïna té un paper fonamental, ja que incrementa el reclutament, la migració i l’adhesió dels macròfags i modula l’expressió de citocines proinflamatòries i interleucines.
L’artritis reumatoide i l’osteoartritis són malalties molt comuns dins la diversitat de les malalties del sistema immunològic. La primera consisteix en una malaltia crònica que afecta els individus a diferents etapes productives. Aquesta actua com una molècula proinflamatòria que facilita la migració de cèl·lules immunitàries cap a les articulacions i promou la producció de citocines inflamatòries, contribuint la destrucció del cartílag i l’os. En canvi, l'osteoartritis és un trastorn molt comú en què les articulacions es van desgastant i envellint.
L'OPN interacciona amb integrines com l’αvβ3 i amb el receptor CD44 en diverses cèl·lules immunitàries, especialment macròfags i neutròfils. Aquestes interaccions provoquen l’acumulació de cèl·lules inflamatòries i la producció de citocines com el TNF-α, l’IL-12 i l’IFN-γ, que amplifiquen la inflamació i promouen el dany continu al cartílag i l’os.
A més, l'OPN afavoreix l’activació dels osteoclasts, cèl·lules que degraden l’os, accelerant així la destrucció òssia i agreujant la pèrdua de massa òssia característica de l’artritis reumatoide. En models experimentals, s’ha comprovat que inhibir l’activitat de l’OPN pot reduir aquesta destrucció, cosa que la fa un objectiu terapèutic d’interès per controlar la progressió de la malaltia. Els nivells elevats d’OPN en el sèrum i el líquid sinovial dels pacients amb artritis reumatoide també la proposen com un possible biomarcador per avaluar la gravetat de la malaltia i per mesurar la resposta al tractament.

### Quimiotaxi
El biomarcador identificat mitjançant diversos mètodes que ha superat els límits experimentals ha estat l'OPN que pot exercir el paper de citosina. Està induïda pel factor de creixement hepàtic i contribueix al creixement i invasió tumoral. S'ha notat que està excessivament exposada a diverses malalties relacionades amb els ossos, com l'osteoporosi, l'artritis reumatoide i l'osteosarcoma.

#### 1) L'ús de biomarcador en malalties òssies
Segons diversos estudis científics té un paper essencial en el metabolisme dels ossos, ja que participa en diverses activitats biològiques com la proliferació la migració i l’adhesió de diferents cèl·lules relacionades amb l’os.
L'OPN juga un paper molt important en el desenvolupament de l’artritis reumatoide en regular la resposta del sistema immune del cos humà davant d’aquest trastorn autoimmunitari que provoca inflamació crònica i dany irreversible en les articulacions conduint a la pèrdua de la seva funcionalitat. A les articulacions dels pacients amb artritis reumatoide, els nivells de OPN i d'interleucina-17 (IL-17) augmenten significativament. La IL-17 és una citocina altament inflamatòria que activa els osteoclasts, responsables de la destrucció de la matriu del cartílag.
La glicoproteïna es fixa als receptors de la superfície de les cèl·lules T, promovent la diferenciació de les cèl·lules Th1, que augmenten la immunitat cel·lular, i inhibeix les cèl·lules Th2, reduint la immunitat humoral. Aquest desequilibri entre Th1 i Th2 i les citocines secretades desencadena inflamació crònica i dany en ossos i cartílags. També s’ha observat que la IL-17, en estimular el receptor NF-κB (RANKL), provoca la proliferació dels osteoclasts a través de la via de senyalització Syk/PI3K/Akt, la qual cosa contribueix a l’erosió òssia i accelera el dany articular. Bloquejar l'expressió d'OPN millora significativament la inflamació i redueix la degradació del cartílag. Així, l’OPN i la IL-17 juguen un paper essencial en el procés inflamatori de l'artritis reumatoide.

#### 2) Relació amb el càncer
L'OPN té un paper crucial en l'inici i la progressió del càncer i està implicada en gairebé totes les etapes del creixement del tumor. Afavoreix la metàstasi afavorint processos com la capacitat de les cèl·lules canceroses de proliferar, migrar a altres parts del cos i sobreviure en entorns hostils. També afavoreix la degradació de la matriu extracel·lular, i això permet que les cèl·lules tumorals s'expandeixin, i estimula l'angiogènesi (la formació de nous vasos sanguinis) per proporcionar nutrients als tumors. Al mateix temps, l'OPN inhibeix l'apoptosi (el procés de mort cel·lular programada), afavorint així la persistència i la propagació del càncer. Aquestes funcions estan mediades per interaccions de l'OPN amb les integrines de la superfície cel·lular i els receptors CD44.
En el càncer de mama, els nivells elevats d'OPN al plasma estan fortament associats amb la càrrega tumoral i un pitjor pronòstic, especialment en el context de metàstasi. L'expressió d'ARNm OPN elevada s'ha identificat com un factor clau potencial en la transició epitelial-mesenquimal (EMT), un procés crític en la disseminació de cèl·lules tumorals.

#### 3) Implicació en malalties cardiovasculars
La proteïna en qüestió té un paper rellevant en el desenvolupament de la fibrosi miocardíaca en pacients amb insuficiència cardíaca d'origen hipertensiu. Encara que els mecanismes d'acció no estiguin totalment clars, s'ha observat que l'OPN influeix en la pèrdua de flexibilitat del teixit cardíac mitjançant la regulació de l'enzim lisil oxidasa (LOX), important per a la formació de col·lagen connectant les fibres del cor. Aquesta interactuació entre l'OPN i el LOX incrementen la rigidesa del ventricle esquerre, dificultant així el procés de relaxament cardíac i agreujant la insuficiència cardíaca.
L'estudi que va investigar aquest vincle es va dur a terme en pacients amb malaltia cardíaca hipertensiva utilitzant tècniques com la immunocitoquímica i l'anàlisi per western blot. Es va observar una elevada expressió d'OPN i LOX en pacients amb insuficiència cardíaca en comparació amb individus sans. Aquest augment de l’expressió estava directament relacionat amb major engruiximent del cor i altres factors de rigidesa del col·lagen. Els resultats indiquen que la ruta OPN-LOX podria impulsar la formació d’acumulació de col·lagen rígid al cor i contribuir al deteriorament de la funció cardíaca en casos d’insuficiència cardíaca d’origen hipertensiu.

## Rellevància en patologies
L’OPN pot interaccionar amb múltiples receptors (integrines, CDD4, uPAR, ECM...) i per aquest motiu està relacionada amb un gran nombre de patologies com per exemple malalties cardiovasculars, inflamatòries i autoimmunes, òssies i càncer.
Aquesta glicoproteïna és un biomarcador útil per la predicció del risc de malalties cardiovasculars. Un augment agut d’OPN té funcions protectores entre elles la cicatrització de ferides, la neovascularització o la millora de la calcificació vascular, en canvi, un augment crònic d’OPN pronostica una malaltia cardiovascular de major gravetat.
En el càncer l’OPN afavoreix la proliferació cel·lular, la supervivència, la resistència a fàrmacs i facilita la invasió de les cèl·lules tumorals. Altrament, participa en el reclutament de cèl·lules immunes en el microambient tumoral (TME) i desenvolupa una funció en la immunosupressió.
Una elevada secreció d’OPN és un factor de risc per a l'osteoporosi, que es caracteritza per dany sistèmic a la massa òssia i causa fractures a causa de la fragilitat dels ossos. També l’expressió d’OPN i interleucina (IL)-17 augmenta en el líquid sinovial de pacients que pateixen artritis reumatoide. IL-17 és una citocina molt inflamatòria que activa els osteoclasts i provoca la destrucció de la matriu del teixit cartilaginós.
L’activitat perjudicial de l’OPN en malalties autoimmunes consisteix a augmentar la secreció de IL-17 i IFN- γ en cèl·lules T i IL-6 en monòcits. També promou l’adhesió i la migració de limfòcits, inhibeix la mort cel·lular induïda per activació que està relacionada amb la desactivació de la resposta immune. S’han detectat alts nivells d’OPN en diverses malalties autoimmunes com el lupus eritematós i l’esclerosis múltiple.
En la malaltia de Parkinson, hi intervenen l'estrès oxidatiu i nitrosatiu, l'apoptosi, la disfunció mitocondrial i l'excitotoxicitat, processos en què també pot tenir un paper l'OPN. Hem estudiat les concentracions de sèrum i líquid cefalorraquidi (CSF) d'OPN, la seva presència immunohistoquímica a la substància negra (SN) en pacients amb PD, i hem provat l'efecte d'aquesta proteïna sobre la neurodegeneració induïda per MPTP en ratolins OPN-null augment dels nivells d'OPN en els líquids corporals. Els nivells sèrics més alts s'associen a símptomes motors més greus. Els nivells de líquid cefalorraquidi s'associen positivament amb la demència concomitant i inversament associats amb el tractament dopaminèrgic.